# Uah-Bap-Lu-Bap-Lah-Béin-Bum!
Uah-Bap-Lu-Bap-Lah-Béin-Bum! é o décimo terceiro álbum de estúdio do cantor e compositor brasileiro Raul Seixas, lançado em março de 1987 pela gravadora Copacabana e gravado entre 24 de fevereiro e 29 de dezembro de 1986 no estúdio independente São Paulo, em São Paulo, e nos estúdios da gravadora Copacabana, em São Bernardo do Campo. Este disco significou a volta ao mercado fonográfico do cantor baiano após quase 3 anos do lançamento de Metrô Linha 743, pela Som Livre.
O álbum foi bem recebido pela crítica especializada e teve vendagens muito boas, rendendo o terceiro disco de ouro do cantor e tornando-se o terceiro disco mais vendido de sua carreira. Entretanto, Raul não voltaria aos palcos - dos quais estava afastado desde dezembro de 1985 - e continuariam seus problemas com drogas e com a pancreatite crônica que levaria, eventualmente, a sua morte dois anos mais tarde. O álbum é, hoje, considerado um dos últimos lampejos da carreira de Raul Seixas, trazendo o seu último grande sucesso solo, "Cowboy Fora da Lei".

## Antecedentes
Após o lançamento de Metrô Linha 743, pela Som Livre, Raul experimentou diversos problemas. Em primeiro lugar, problemas com seu último trabalho fonográfico. Embora o disco lançado fosse de excelente qualidade, recebendo revisões positivas unânimes dos críticos especializados, a gravadora carioca decidiu não promovê-lo, alegando que o estouro do orçamento nas gravações - o álbum custou mais de 80 milhões de cruzeiros - consumiu o dinheiro da divulgação. Além do mais, o lançamento simultâneo de um disco ao vivo pela sua antiga gravadora atrapalhou as vendas do novo álbum, segundo o músico baiano. Com isso, as vendas do disco decepcionaram tanto o cantor, quanto a gravadora. Com isso, a fama do cantor entre as gravadoras - de mau profissional - só fez aumentar.
Em segundo lugar, problemas com a sua vida pessoal. Raul começou a experimentar, de forma cada vez mais forte, problemas pelo consumo de álcool e outras drogas, associados a sua pancreatite crônica (que levou à retirada de metade do pâncreas em 1979). Desse modo, a partir de 1984, Seixas começa a enfrentar cada vez mais dificuldades em cumprir uma agenda de shows pelo país. Também, em meados de 1985, Raul separa-se de sua mulher, Kika Seixas. Isto leva o cantor a uma espiral de abuso de drogas e shows cancelados. Assim, em dezembro de 1985, Raul faz sua última apresentação naquele ano e, no início do ano seguinte, interna-se na Clínica Tobias, em São Paulo, para tratar o seu alcoolismo. Ele ficaria internado, entre idas e vindas, praticamente o ano todo. Em 24 de fevereiro, ele entra no estúdio independente São Paulo e passa a gravar uma fita para apresentar às gravadoras na tentativa de conseguir um contrato e gravar um novo disco. Assim, consegue um contrato com a pequena gravadora de música sertaneja Copacabana.

## Gravação e produção
Raul entrou em estúdio em 24 de fevereiro de 1986 para gravar uma fita e apresentar às gravadoras para conseguir um contrato e acabou fechando com a pequena gravadora Copacabana. A gravação transcorreu-se de forma demorada devido aos problemas de saúde do cantor, que passou boa parte do ano internado na Clínica Tobias, em São Paulo. Assim, os trabalhos encerraram-se apenas no dia 29 de dezembro e a mixagem deu-se em 5 e 6 de janeiro de 1987. O disco foi gravado praticamente ao vivo em estúdio, com apenas a voz sendo adicionada posteriormente. Raul teve a presença de seu guitarrista Rick Ferreira na produção - já que as gravações das bases transcorriam enquanto o cantor estava internado - e de apenas Rick e o engenheiro de som na mixagem, com quase nenhuma interferência da gravadora. Sua quinta e última mulher, Lena Coutinho, aparece em diversas parcerias, além de ter ficado responsável pela parte gráfica da capa.

## Resenha musical
O disco começa com uma abertura jazzística e o grito primal do rock, imortalizado por Little Richard em Tutti Frutti, juntamente com "Quando Acabar o Maluco Sou Eu", com guitarras a lá Chuck Berry, um violão 12 cordas estilo The Byrds e uma letra divertidíssima. Segue-se o country rock de banjo e violão de aço "Cowboy Fora da Lei", grande sucesso do disco, com sua mistura de política e medo da idolatria. "Paranóia II (Baby Baby Baby)" é um rock meio surreal, meio jazzístico, mais para o rock dos anos 60. "I Am (Gîtâ)" é uma versão em língua inglesa para o seu maior sucesso, cantada em um inglês shakespeariano e sem orquestras no arranjo, na qual Raul aproveita para dizer coisas que seriam censuradas em português. "Cambalache" é a segunda versão do disco - de um tango de Enrique Santos Discépolo - e com um arranjo "louco, superintuitivo, em três ritmos: a bateria fica no tango, o baixo em blues e a guitarra em rock; todo quebrado". Continua com "Loba", uma valsa rock que tem um tema característico do rock dos anos 50: letra maliciosa e música ingênua. "Canceriano sem Lar (Clínica Tobias Blues)" é um blues típico com rock and roll, rhythm and blues e gospel, composta sobre a rotina de Raul na clínica em que esteve internado para tratar do alcoolismo. "Gente" é bem mais próxima do rock estilo anos 80. "Cantar" é uma balada mais ou menos no estilo Cliff Richard.

## Recepção

### Lançamento
O álbum foi lançado em março de 1987 e, devido principalmente ao sucesso de "Cowboy Fora da Lei" e de "Quando Acabar o Maluco Sou Eu", vendeu mais de 100 mil das 250 mil cópias que foram editadas, rendendo ao cantor baiano o seu terceiro disco de ouro e consolidando-se como o terceiro disco mais vendido da carreira de Raul. O disco teve três de suas canções vetadas pela censura federal ("Não Quero mais Andar na Contramão", "Check-up" e "Como o Diabo Gosta"), o que fez com que Raul e a gravadora decidissem excluí-las do álbum. Elas seriam lançadas no ano seguinte em um novo disco pela mesma gravadora, A Pedra do Gênesis. "Cowboy Fora da Lei" fez parte da trilha sonora da novela Brega & Chique e contou com a filmagem de um videoclipe para o programa dominical da Rede Globo, o Fantástico.

### Fortuna crítica
| Críticas profissionais      | Críticas profissionais |
| Avaliações da crítica       | Avaliações da crítica  |
| Fonte                       | Avaliação              |
| --------------------------- | ---------------------- |
| Folha de S.Paulo (1986)     | Favorável              |
| Jornal do Brasil (1987)     | Favorável              |
| Revista Bizz (1987)         | Favorável              |
| O Estado de S. Paulo (1987) | Favorável              |

O álbum foi bem recebido pela crítica, com uma aclamação unânime aos seus esforços. As críticas elogiavam a concisa parte musical - gravada, praticamente, ao vivo em estúdio - e a simplicidade e beleza dos arranjos, assim como no disco anterior, sem grandes orquestrações e apostando em uma banda básica - guitarra, baixo e bateria - e em letras que falavam dos problemas diários do cantor - internações, remédios e problemas de saúde -, ao invés de grandes problemas metafísicos. Continuava apostando na imagem do "roqueiro clássico", em oposição a "essa moçada de guitarra na mão, meio perdida" que formava o BRock dos anos oitenta. Assim, as críticas focam mais nessa construção imagética do cantor, ficando a análise musical e lírica do álbum em segundo plano: o disco é elogiado por ser um trabalho de Raul Seixas, independentemente de suas qualidades. Entretanto, fica cada vez mais evidente na ausência do artista de shows e de aparições em rádio e TV a dificuldade de manter a carreira. Desse modo, o abuso de substâncias e a doença prejudicam a divulgação do trabalho.
Olympio Barbanti, escrevendo para a Folha de S.Paulo, fez uma crítica bem positiva, na qual elogia a simplicidade e a diversidade dos arranjos, bem como a novidade das letras "sem metafísica". Tárik de Souza, no Jornal do Brasil, escreve que o disco "vale quanto pesa" e enfatiza que o álbum traz a mistura de todas as fases da carreira de Raul, chamando-o de "ecumênico". Sônia Maia, da Revista Bizz, faz uma crítica positiva, chamando o disco de "a aula de rock 'n' roll" de Raul Seixas.

### Relançamentos
O álbum foi relançado em CD pela Copacabana em 2011.

## Legado
O disco é considerado, hoje, um dos últimos lampejos da carreira de Raul Seixas - o último sendo o seu derradeiro álbum com Marcelo Nova, A Panela do Diabo -, trazendo o seu último grande sucesso em vida, "Cowboy Fora da Lei". Tornou-se o terceiro disco mais vendido da carreira de Raul Seixas - atrás apenas de Gita, de 1974, e de Raul Seixas, de 1983.

## Faixas
| Lado A         |                                              |                                                  |         |  |
| N.º            | Título                                       | Compositor(es)                                   | Duração |  |
| 1.             | "Abertura" - "Quando Acabar o Maluco Sou Eu" | Raul Seixas - Lena Coutinho - Cláudio Roberto    | 3:45    |  |
| 2.             | "Cowboy Fora da Lei"                         | Raul Seixas - Cláudio Roberto                    | 3:38    |  |
| 3.             | "Paranóia II (Baby Baby Baby)"               | Raul Seixas - Lena Coutinho - Cláudio Roberto    | 3:22    |  |
| 4.             | "I Am (Gîtâ)"                                | Raul Seixas - Paulo Coelho - Versão: Raul Seixas | 4:40    |  |
| 5.             | "Cambalache"                                 | Enrique Santos Discépolo - Versão: Raul Seixas   | 2:38    |  |
| Duração total: | Duração total:                               | Duração total:                                   | 18:03   |  |

| Lado B         |                                             |                                               |         |  |
| N.º            | Título                                      | Compositor(es)                                | Duração |  |
| 1.             | "Loba"                                      | Raul Seixas - Lena Coutinho - Cláudio Roberto | 2:33    |  |
| 2.             | "Canceriano sem Lar (Clínica Tobias Blues)" | Raul Seixas                                   | 3:30    |  |
| 3.             | "Gente"                                     | Raul Seixas - Cláudio Roberto                 | 3:45    |  |
| 4.             | "Cantar"                                    | Raul Seixas - Cláudio Roberto                 | 3:03    |  |
| Duração total: | Duração total:                              | Duração total:                                | 12:51   |  |

## Certificações
| País   | Provedor | Certificação | Vendas    |
| ------ | -------- | ------------ | --------- |
| Brasil | ABPD     | Ouro         | : 250 mil |

## Créditos
Créditos dados pelo Discogs.

### Músicos participantes
- Guitarra: Rick Ferreira e Antenor Soares Gandra Neto
- Banjo, Lap Steel Guitar, Piano e Teclados: Rick Ferreira
- Baixo: Pedro Ivo Lunardi - Geraldo Vieira - Lívio Benvenuti Júnior (Nenê)
- Bateria: Albino Cezar Infantozzi - Francisco Di Maria Medori Júnior

### Ficha técnica
- Direção artística: Juvenal de Oliveira
- Produção: Raul Seixas e Rick Ferreira
- Arranjos: Raul Seixas e Rick Ferreira
- Engenheiro de som: Paulo Roberto Jurazzo, Getúlio B. C. Júnior e Zécafi
- Mixagem: Paulo Roberto Jurazzo, Rick Ferreira e Raul Seixas
- Corte: Getúlio B. C. Júnior
- Concepção, layout e foto da capa: Lena Coutinho
- Foto da contra-capa: Celso Luiz
- Agradecimentos especiais: Maria Melício, Adiel Macedo de Carvalho e Toninho D'Almeida